# Oxya tridentata
Oxya tridentata är en insektsart som beskrevs av Willemse, C. 1925. Oxya tridentata ingår i släktet Oxya och familjen gräshoppor. Inga underarter finns listade i Catalogue of Life.